# Sotschi
Sotschi (russisch Сочи, Ausspracheⓘ, wiss. Transliteration Soči) ist eine Stadt und ein Stadtbezirk am Schwarzen Meer in Russland. Sotschi liegt in der südrussischen Region Krasnodar nahe der Grenze zu Georgien und hat 444.989 Einwohner (Stand 1. Januar 2024).
Sotschi ist einer der beliebtesten Bade- und Kurorte Russlands: die Umgebung der Stadt wird häufig als „(Russische) Riviera des Schwarzen Meeres“ bezeichnet. Die Stadt ist darüber hinaus Sitz einer Universität.

## Etymologie
Allgemein wird angenommen, dass der Name „Sotschi“ die russifizierte Form des tscherkessischen Wortes „Ş̂acə“ (Adygeisch: Шъаче) ist und sich wiederum vom ubykhischen„Ş̂uaça“ (Шъача) ableitet. Hierbei handelt es sich um eine Zusammensetzung der beiden Begriffe „шъа“ (Meer) und „ча“ (Seite), die übersetzt „Meer/Küste“ bedeutet. Laut einer anderen Theorie kommt „Sotschi“ vom georgischen Wort für „Tanne“, „soch'i“ (სოჭი).

## Geographie

### Lage

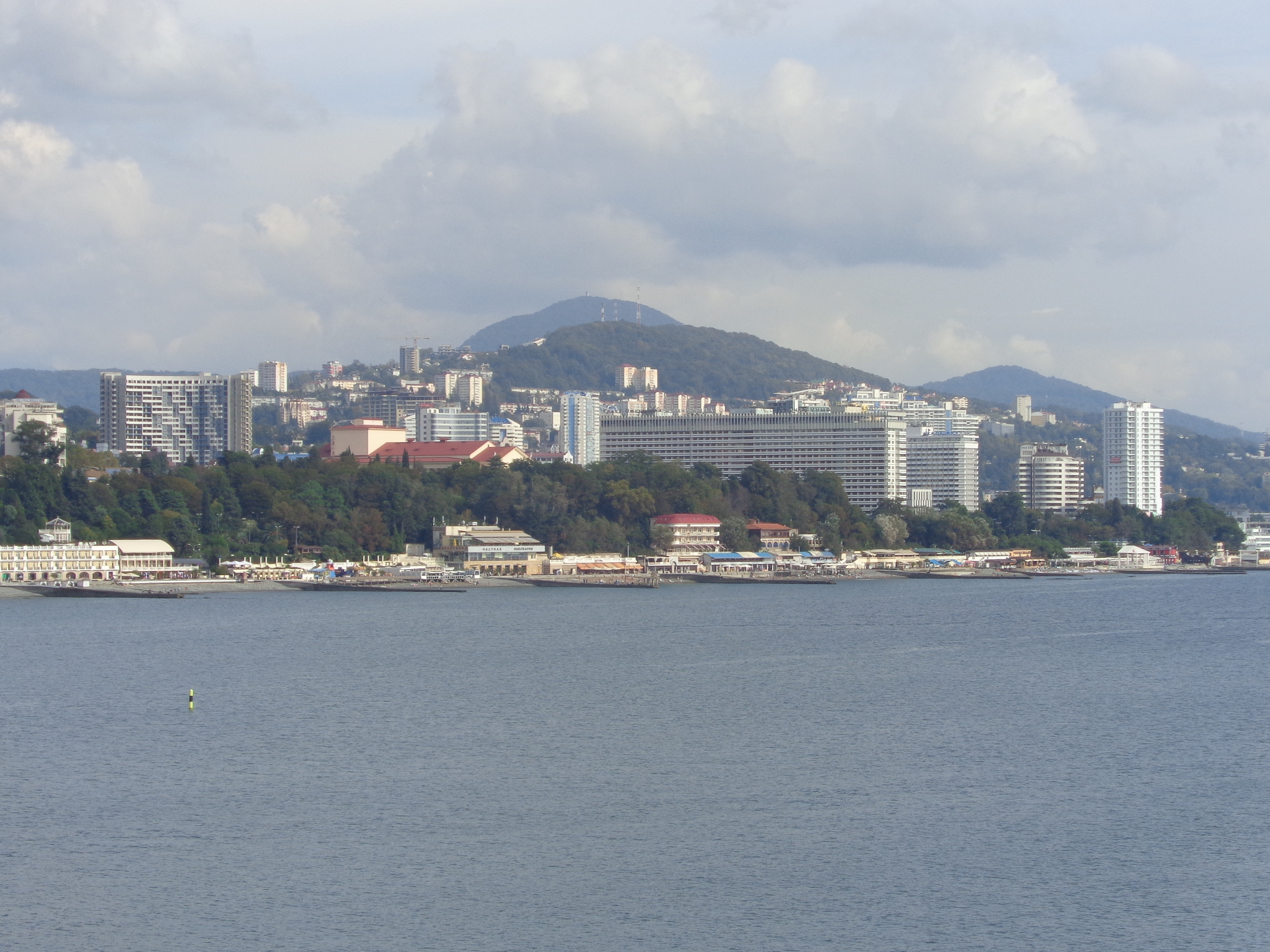
Sotschi (2014)

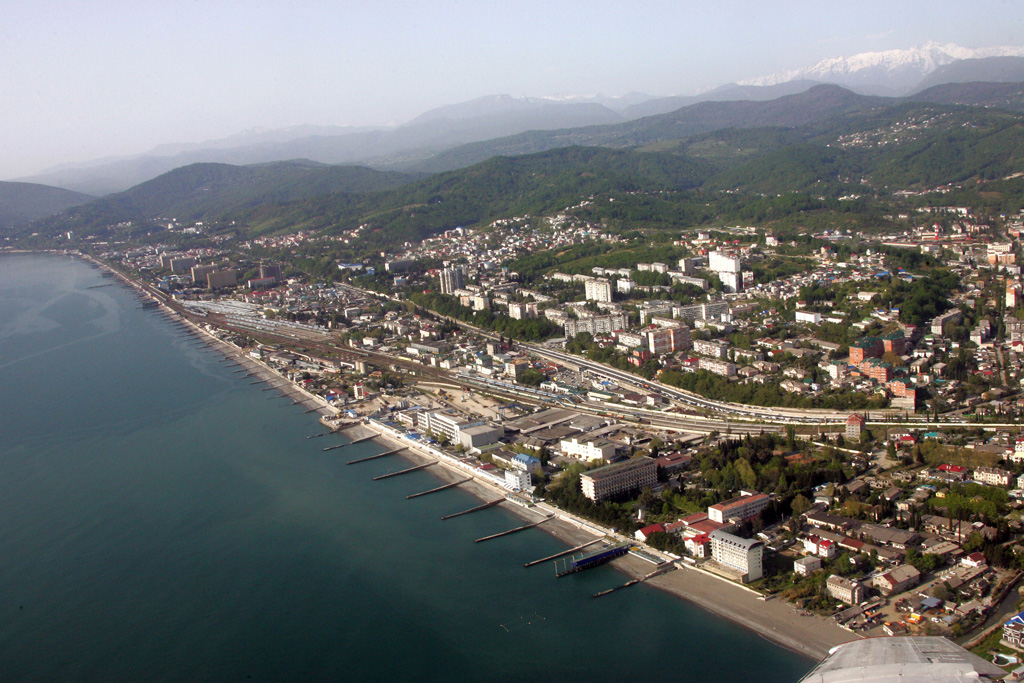
Blick von Adler aus (2008)

Der Stadtbezirk Sotschi erstreckt sich über etwa 100 Kilometer Luftlinie entlang der nordöstlichen Küste des Schwarzen Meeres. Nordwestliche Grenze ist der Fluss Schepsi wenige Kilometer südlich von Tuapse, südöstliche der Fluss Psou, der auch die Grenze Russlands zu Georgien, bzw. der von Georgien abtrünnigen und nur von wenigen Staaten, darunter Russland, anerkannten Republik Abchasien bildet. Das Stadtzentrum Sotschis ist von der Grenze etwa 30 Kilometer entfernt.
Bereits die erste Bergkette des Kaukasus in Küstennähe mit den Kämmen Alek, Bytcha, Mamaiski, Soloniki und Tjupjutschch erreicht Höhen um 1000 m und ist für das im Winter milde Klima verantwortlich. Die Berge des Kaukasus-Hauptkammes, 25 bis 40 Kilometer von der Küste, sind hier über 3000 Meter hoch (Zachwoa, 3345 m).
Auf dem Territorium der Stadt Sotschi erreichen mehrere Bergflüsse, welche die erste Bergkette durchschneiden, das Schwarze Meer. Von Norden nach Süden sind dies Psesuapse, Schache, Sotschi und Msymta.

### Stadtgliederung und -verwaltung

#### Überblick
Am 10. Februar 1961 wurden zwei benachbarte Rajons, Lasarewskoje und Adler, eingemeindet, womit das heute existierende und manchmal Groß-Sotschi (Bolschoi Sotschi) genannte administrative Gebilde entstand. 1959 hatten die eingemeindeten Rajons Adler und Lasarewskoje 55.273 und 37.389 Einwohner, davon die Siedlungen städtischen Typs Adler 19.658, Lasarewskoje 8966, Dagomys 7192 und Krasnaja Poljana 4443 Einwohner.
Heute ist die Stadt in vier Stadtbezirke (Rajons) gegliedert: Lasarewski Rajon, Zentralny Rajon, Chostinski Rajon und Adlerski Rajon (Reihenfolge von Nordwesten nach Südosten). Zum Stadtkreis gehören auch die Siedlung städtischen Typs Krasnaja Poljana (russ. für Rote oder Schöne Lichtung) im Rajon Adler mit 3972 Einwohnern sowie 78 Dörfer mit zusammen 69.068 Einwohnern, sodass die Gesamtbevölkerungszahl des Stadtkreises Sotschi knapp 438.000 beträgt (Berechnung 2012). Zum Stadtkreis gehören auch weiträumige, praktisch unbewohnte Berggebiete.

#### Stadtrajone

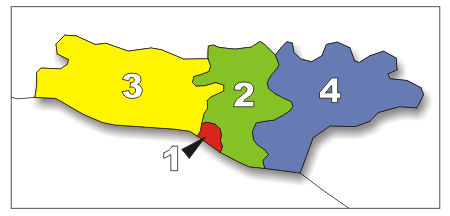
Stadtrajone mit Ziffern

| Stadtrajon       | russisch          | Fläche (km²) | Bevölkerung Zensus 2010-10-14 | Ortsteile                                                                                 | # |
| ---------------- | ----------------- | ------------ | ----------------------------- | ----------------------------------------------------------------------------------------- | - |
| Zentralny Rajon  | Центральный район | 32           | 137,677                       | Sotschi (Zentrum)                                                                         | 1 |
| Chostinski Rajon | Хостинский район  | 374          | 65,229                        | Chosta, Kudepsta, Mazesta                                                                 | 2 |
| Lasarewski Rajon | Лазаревский район | 1,744        | 63,894                        | Asche, Dagomys, Jakornaja Schtschel, Loo, Magri, Makopse, Lasarewskoje, Soloniki, Wardane | 3 |
| Adlerski Rajon   | Адлерский район   | 1,352        | 76,534                        | Adler, Krasnaja Poljana                                                                   | 4 |

### Bevölkerung
| Jahr                               | Einwohner |
| ---------------------------------- | --------- |
| 1897                               | 1.352     |
| 1926                               | 13.000    |
| 1939                               | 49.813    |
| 1959                               | 95.234    |
| 1970                               | 224.031   |
| 1979                               | 287.353   |
| 1989                               | 336.514   |
| 2002                               | 328.809   |
| 2010                               | 343.334   |
| Volkszählungsdaten (1926 gerundet) |           |

Die Bevölkerung Sotschis ist heute multikulturell und setzt sich aus Angehörigen zahlreicher Volksgruppen zusammen. Bei der Volkszählung 2002 lebten in Sotschi neben Russen (67,5 % der Bevölkerung) unter anderem Armenier (20,2 %), Ukrainer (3,7 %), Georgier (2,4 %), Tscherkessen (1,2 %), Griechen (1 %), Weißrussen (0,7 %), Tataren (0,5 %), sowie Angehörige zahlreicher weiterer Minderheiten, darunter Aserbaidschaner, Abchasen, Osseten und Deutsche (zumeist Russlanddeutsche).
Neben der russischen Mehrheitsbevölkerung ist insbesondere die armenische Minderheit bedeutend, sie ließ sich in mehreren Migrationswellen im Raum Sotschi seit dem 19. Jahrhundert nieder. Im Sotschier Bezirk Loo sowie im Umland der Stadt gibt es einige mehrheitlich von Armeniern bewohnte Siedlungen. Die Bevölkerung Sotschis ist seit Ende des 19. Jahrhunderts nicht nur stark angewachsen, sondern hat sich auch hinsichtlich ethnische Zusammensetzung stark verändert. Laut russischer Volkszählung von 1897 waren damals 25,7 % der Einwohner Sotschis Griechen, 24,2 % Russen, 13,8 % Tscherkessen, 11,3 % Esten, 10,8 % Moldauer und 10,6 % Georgier. Die meisten nicht-russischen Bewohner assimilierten sich im Laufe des 20. Jahrhunderts an die russische Bevölkerung. Im Sommer kommen zur permanenten Bevölkerung Sotschis neben Touristen auch zahlreiche Saisonarbeiter hinzu.

### Klima
|                       | Jan  | Feb  | Mär  | Apr  | Mai  | Jun  | Jul  | Aug  | Sep  | Okt  | Nov  | Dez  |   |       |
| Mittl. Tagesmax. (°C) | 9,3  | 9,8  | 12,1 | 16,8 | 20,5 | 24,4 | 27,0 | 27,1 | 24,2 | 20,0 | 15,1 | 11,4 | ⌀ | 18,2  |
| Mittl. Tagesmin. (°C) | 3,1  | 3,2  | 5,0  | 9,1  | 12,6 | 16,4 | 19,4 | 19,3 | 15,8 | 12,0 | 7,9  | 5,1  | ⌀ | 10,8  |
|                       |      |      |      |      |      |      |      |      |      |      |      |      |   |       |
| Niederschlag (mm)     | 183  | 120  | 115  | 122  | 89   | 99   | 93   | 111  | 133  | 135  | 182  | 202  | Σ | 1584  |
|                       |      |      |      |      |      |      |      |      |      |      |      |      |   |       |
| Regentage (d)         | 12,9 | 10,1 | 11,0 | 10,5 | 8,0  | 6,8  | 6,1  | 5,9  | 7,2  | 8,5  | 11,1 | 14,4 | Σ | 112,5 |

| 3,1 |

| 3,2 |

| 5,0 |

| 9,1 |

| 12,6 |

| 16,4 |

| 19,4 |

| 19,3 |

| 15,8 |

| 12,0 |

| 7,9 |

| 5,1 |

| 3,1 |

| 3,2 |

| 5,0 |

| 9,1 |

| 12,6 |

| 16,4 |

| 19,4 |

| 19,3 |

| 15,8 |

| 12,0 |

| 7,9 |

| 5,1 |

Sotschi liegt auf dem gleichen Breitengrad wie Nizza. Das Klima der Küstenzone Sotschis ist subtropisch mit langen, heißen Sommern, warmem Herbst und kurzen, milden Wintern. Ursache ist die geschützte Lage durch die nahe an das Meer herantretenden Kämme des Kaukasus, welche allerdings auch relativen Niederschlagsreichtum bedingen.
Die Jahresmitteltemperatur beträgt etwa 14 °C. Kälteste Monate sind Januar und Februar mit etwa 6 °C, wärmste Monate Juli und August mit etwa 23 °C. Die geringste je gemessene Temperatur betrug −13,4 °C (25. Januar 1892), die höchste 39,4 °C (30. Juli 2000). Im Januar wurden aber auch schon 21,2 °C gemessen (22. Januar 1948), während die Temperaturen im Juli/August noch nie unter 10 °C gefallen sind.
Die durchschnittliche Wassertemperatur des Schwarzen Meeres beträgt im August 24,1 °C.
Die durchschnittliche jährliche Niederschlagsmenge liegt über 1600 mm (zum Vergleich Berlin: 581 mm). Ein Großteil davon fällt in den Wintermonaten mit einem Maximum von etwa 190 mm im Dezember und Januar. Das sommerliche Minimum im Mai bis Juni von immerhin noch 90 bis 100 mm geht gewöhnlich in Starkregen an nur wenigen Tagen nieder.
In den Gebirgslagen der Stadt sind insbesondere die Wintertemperaturen niedriger, so im knapp 600 Meter hoch gelegenen Krasnaja Poljana, wo die olympischen Skiwettbewerbe 2014 ausgetragen wurden, um durchschnittlich 5 bis 6 °C. Damit beträgt sie um 0 °C, in den Hochlagen entsprechend weniger. Eine geschlossene Schneedecke stellt sich im unteren Teil der Pisten gewöhnlich Mitte Januar ein und erreicht im März Höhen von zwei Metern und mehr. Im höher gelegenen Bereich erstreckt sich die Skisaison von November bis Anfang Juni.

### Verkehr

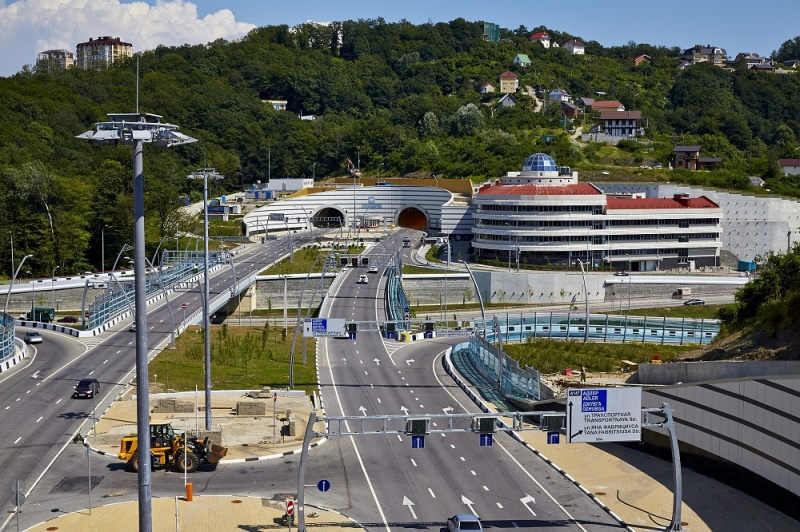
Die Stadtautobahn von Sotschi

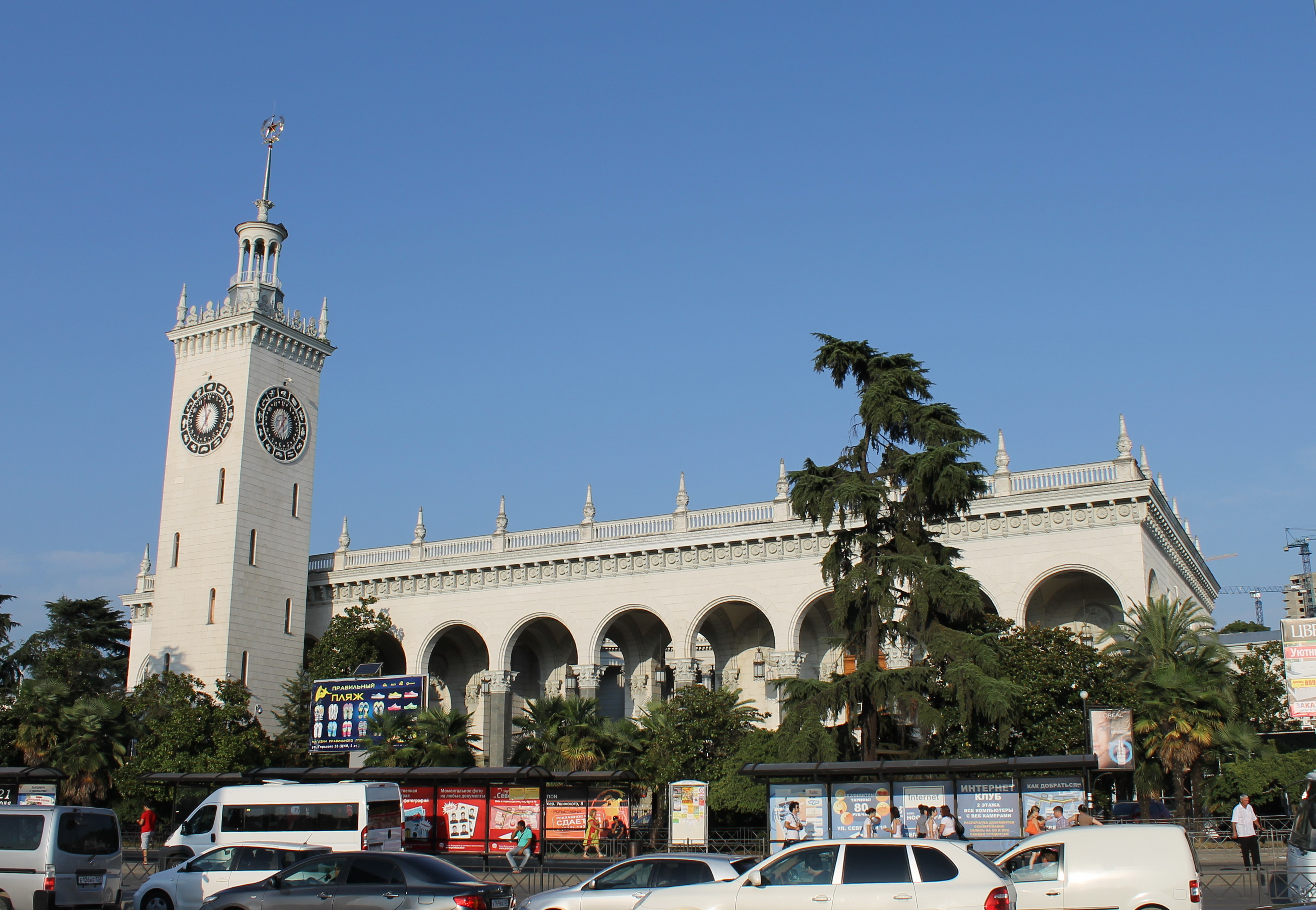
Bahnhof von Sotschi

Im Stadtteil Adler, nahe der Mündung der Msymta in das Schwarze Meer, liegt der internationale Flughafen Sotschi (IATA-Flughafencode AER), den 2006 1,35 Millionen Passagiere nutzten. Im Zusammenhang mit den Olympischen Winterspielen 2014 wurde er auf eine Kapazität von vier Millionen Passagieren pro Jahr ausgebaut.
Entlang der Schwarzmeerküste führt durch Sotschi eine zweigleisige, elektrifizierte Eisenbahnstrecke mit Schnellzugstationen in allen großen Ortsteilen bis Adler. Es bestehen Direktverbindungen nach Moskau, Sankt Petersburg, Wolgograd und in viele russische Städte bis nach Sibirien.
Der Abschnitt Tuapse–Adler wurde 1929 eröffnet, die Weiterführung nach Sochumi in Abchasien, wo Anschluss an das transkaukasische Netz geschaffen wurde, 1944/45. Über diese Strecke kann auch heute noch Abchasien erreicht werden, allerdings ist die Weiterführung von Sochumi nach Georgien seit dem Abchasischen Bürgerkrieg Anfang der 1990er Jahre zerstört und außer Betrieb. Die Elektrifizierung erfolgte in den Jahren 1956 bis 1958. Verlief die Verbindung nach Zentralrussland anfangs über Tuapse–Armawir, so wurde sie 1978 mit Eröffnung einer neuen Direktverbindung (mit einem drei Kilometer langen Tunnel – Lyssogorskij-Tunnel) unter dem Kaukasushauptkamm zwischen Krasnodar und Tuapse (Kriwenkowskaja – Enem) erheblich verkürzt.
Der innerstädtische Verkehr wird mit Omnibussen, Marschrutkas (Sammeltaxis) und Vorortzügen (Elektritschkas) bewältigt. Außerdem gibt es eine Standseilbahn und mehrere Sesselbahnen (z. B. beim Botanischen Garten Dendrarium). Bis zu den Olympischen Winterspielen 2014 wurde das innerstädtische ÖPNV-Angebot massiv ausgebaut.
Sotschi ist an die russische Fernstraße A147 angeschlossen. Diese führt von der M4 bei Dschubga bis zur abchasischen Grenze. In Vorbereitung auf die Olympischen Winterspiele 2014 wurde auch die Stadtautobahn A148 Dubljor Kurortnogo prospekta durch Sotschi gebaut. Im Stadtteil Adler befindet sich die Fernstraße A149, die das Ski- und Urlaubsgebiet Krasnaja Poljana verbindet.

## Geschichte

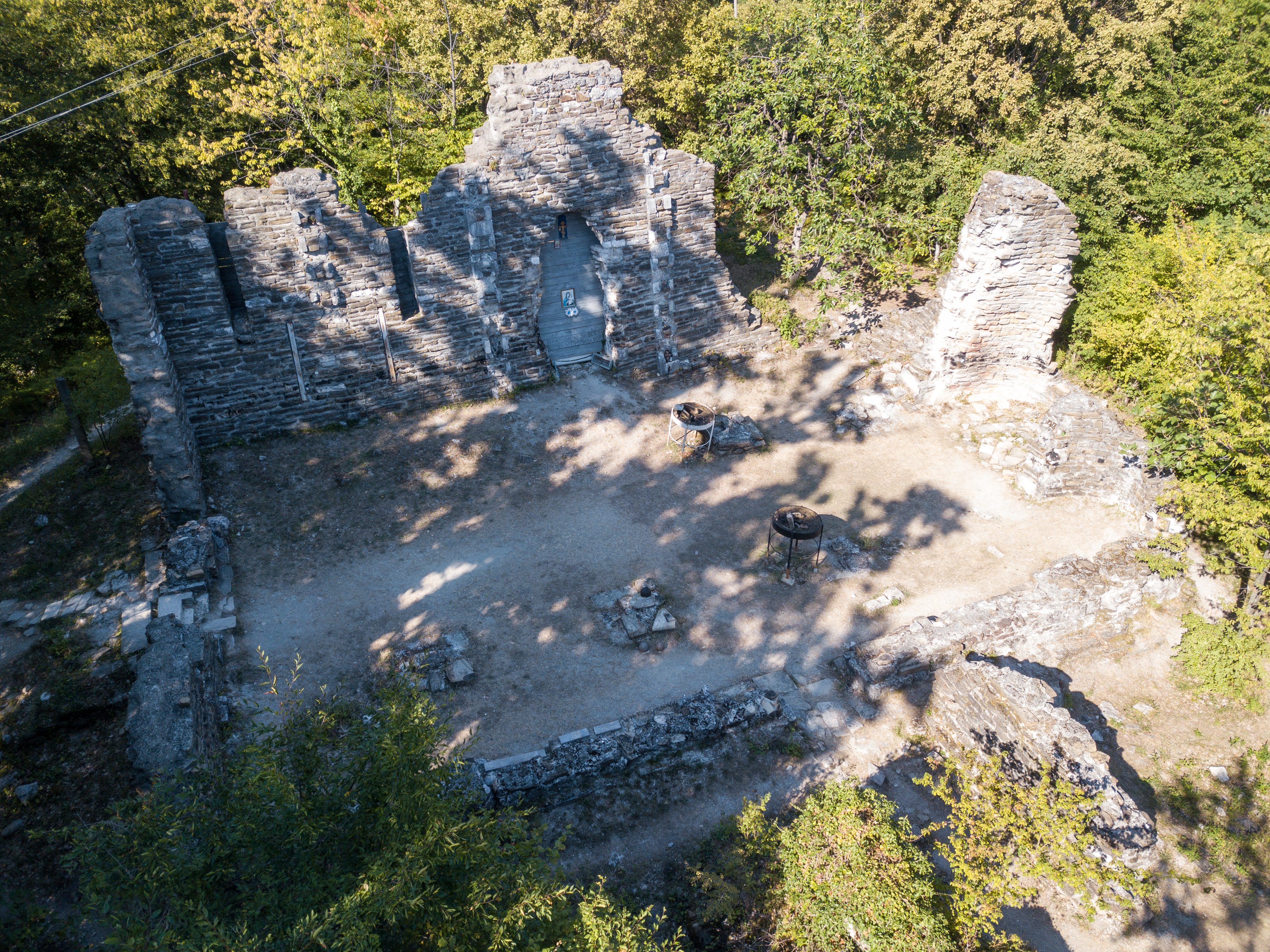
Byzantinische Kirchenruine aus dem 10. Jahrhundert im Ortsteil Loo

Die Gegend um Sotschi ist seit Tausenden von Jahren besiedelt. Im 5. Jahrhundert vor Christus siedelten in der Gegend um Sotschi Griechen, die dort Handelskontakte zu einheimischen Völkern, wie etwa den Zichi und den Maioten, knüpften. Im frühen Mittelalter gehörte das Gebiet des heutigen Sotschi zum Königreich Abchasien, das im Jahr 1008 im Zuge einer dynastischen Vereinigung im Königreich Georgien aufging. Die georgische Herrschaft über das Gebiet hielt bis ins 15. Jahrhundert an; noch heute sind einige georgische Kirchen in der Nähe der Stadt erhalten. Im Ortsteil Loo steht die Ruine einer byzantinischen Basilika aus dem 11. Jahrhundert. Ab dem 15. Jahrhundert wurde die östliche Schwarzmeerküste vom Osmanischen Reich kontrolliert. Die Bewohner der Region waren hauptsächlich Ubychen, ein anderssprachiger Teilverband der Tscherkessen und Abchasen (Sads-Abchasen). Mit dem Beginn der osmanischen Oberhoheit setzte eine Islamisierung der Schwarzmeerküste ein. Diese war jedoch keinesfalls ein gewaltsamer Prozess, sondern eine über mehrere Jahrhunderte anhaltende Entwicklung. So traten die Tscherkessen und Ubychen erst im 17. Jahrhundert mehrheitlich zum Islam über, während die Islamisierung der Abchasen nie abgeschlossen wurde. Nach dem Russisch-Türkischen Krieg 1828–1829 wurde das Gebiet um Sotschi 1829 mit dem Frieden von Adrianopel vertraglich an Russland abgetreten. Die mehrheitlich muslimischen Kaukasusvölker lehnten jedoch die neuen russischen Herrscher ab, und es kam zu mehreren Rebellionen, die im fast 50 Jahre anhaltenden Kaukasuskrieg mündeten.

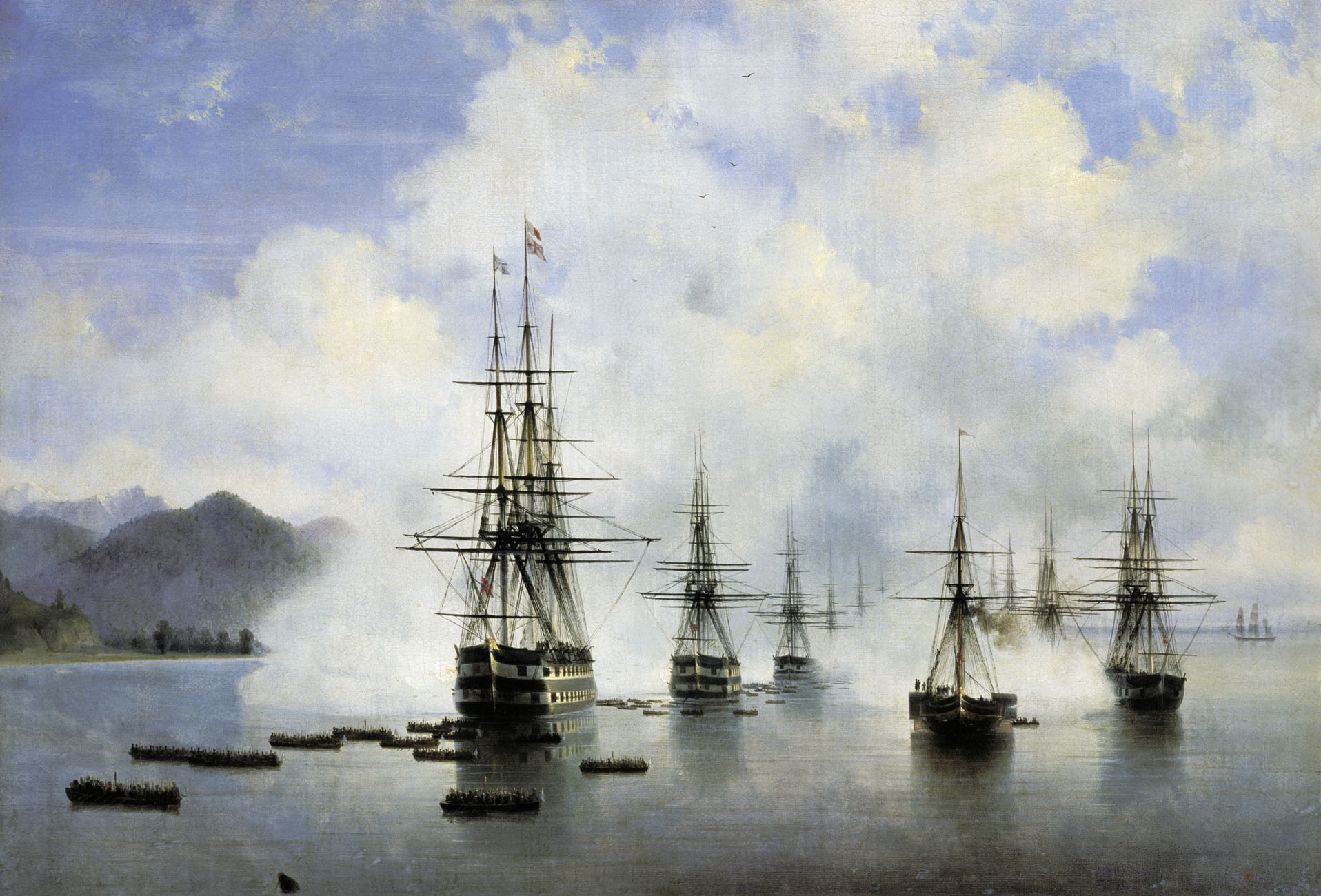
Subashi desant: Russische Landungstruppen vor Sotschi. Iwan Konstantinowitsch Aiwasowski, Öl auf Leinwand, 1839

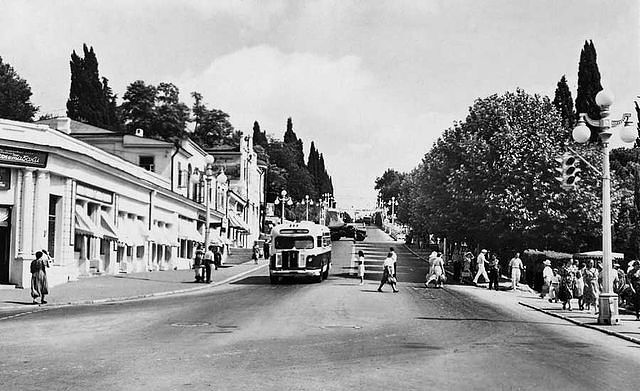
Ehemaliger Stalin-Prospekt in den 1930er-Jahren

Inmitten des Kaukasuskriegs wurde Sotschi 1838 als Fort und Siedlung Alexandrija (Александрия) gegründet. In dieser Zeit entstanden auch weitere Befestigungsanlagen, die später die Kerne heutiger Stadtteile bildeten, so das Fort des Heiligen Geistes (Fort Swjatowo Ducha, 1837, heute Adler), Lasarewski und Golowinski (1839, heute Lasarewskoje und Golowinka). 1839 erfolgte auch die Umbenennung des Forts Alexandrija nach dem Namen des dort stationierten Regiments in Nawaginskoje. Die Lebensbedingungen waren aufgrund der Kampfhandlungen und der grassierenden Malaria sehr schwer.
Erst in der Schlacht von Kbaade am 21. Mai 1864, dem offiziellen Ende des Russisch-Kaukasischen Krieges, wurden die hier bisher ansässigen Tscherkessen, Sads-Abchasen, Schapsugen (ein Teilstamm der Tscherkessen) und Ubychen endgültig bezwungen. Die letzten, vernichtenden Gefechte wurden im Gebiet oberhalb der heutigen Stadt Sotschi ausgetragen. Es kam in vielen Fällen zu Vertreibungen und Umsiedlungen der einheimischen kaukasischen Bevölkerung. Sowohl die osmanische als auch die russische Regierung förderten in den folgenden Jahren massiv die religiös motivierte Auswanderung der muslimischen Kaukasusvölker in das Osmanische Reich. Ganze Dörfer – und im Falle der Ubychen ganze Volksgruppen – verließen binnen weniger Jahre ihre historische Heimat, zumeist in Richtung der heutigen Türkei, wo sie meist binnen einiger Generationen assimiliert wurden. Oft erfolgten die Umsiedelungen auch nicht freiwillig, sondern durch Zwang. Bei der beschwerlichen Ausreise per Schiff sowie in den ersten Jahren nach der Emigration kamen bis zu 100.000 Menschen um. Diese Ereignisse werden von einigen Tscherkessen als Genozid angesehen. Das Gedenken daran wird von offizieller russischer Seite auch nicht gefördert, obwohl Sotschi von vielen Tscherkessen als ihre letzte historische Hauptstadt betrachtet wird, da dort 1864 ihre zentrale Versammlung, der Madschlis, letztmals tagte. Es emigrierte jedoch längst nicht die ganze einheimische kaukasische Bevölkerung, allerdings verschob sich ihr Siedlungsgebiet auf weiter landeinwärts gelegene Regionen (das heutige Adygeja und Karatschajewo-Tscherkessien), während die Küstengebiete schon bald von Russen dominiert wurden.
Die ohnehin dünn besiedelte Schwarzmeer-Küste lag nach der Auswanderung großer Teile ihrer Bevölkerung brach. Um die Region dauerhaft zu erschließen, förderte die russische Regierung die massenhafte Einwanderung aus allen Teilen Russlands. Nach der Bauernbefreiung 1861 siedelten sich auf den nach den Vertreibungen brach liegenden Flächen gemäß einem Regierungsprogramm, aber auch spontan, Bauern ohne Hof und Boden an.
Unter dem Namen Dachowski-Posten (Post Dachowski, wieder nach dem dort stationierten Regiment) wurde der Posten wieder errichtet. Später verlor der Posten seine militärische Bedeutung und 1874 erfolgte die erneute Umbenennung in Dachowski Possad. Erst 1896 erhielt die Siedlung ihren heutigen Namen Sotschi der von der ubychischen Bezeichnung des durch den Ort fließenden Flüsschens, Soatschsche abgeleitet ist (bzw. von der adygeischen Version Schatscha). Zu diesem Zeitpunkt war Sotschi ein Dorf mit rund 1300 Einwohnern.
Zur Jahrhundertwende begann Sotschis Entwicklung zu einem mondänen Bade- und Kurort der russischen Oberschicht. 1902 begann die Nutzung der Sulfid-Chlorid-Natrium-Heilquellen von Mazesta, einem Stadtteil im Rajon Chostinski. Es wurden Sommerhäuser im Jugendstil von Moskauer und Petersburger Architekten erbaut. Es tauchten auch die ersten Hotels auf. 1909 eröffnete der Kurort Kaukasische Riviera mit zunächst zwei Hotels. 1904 hatte Sotschi bereits über 8000 Einwohner, 1916 waren es bereits fast 14.000. 1917 erhielt Sotschi das Stadtrecht.
Nach der Oktoberrevolution drangen die georgische Armee und abchasische Freiwillige auf russisches Gebiet vor und besetzten mit deutscher Unterstützung am 29. Juni 1918 die Stadt Adler, am 6. Juli stand Sotschi unter georgischer Kontrolle. Am 26. Januar 1919 griffen die Freiwilligen und Soldaten der Armee von Anton Denikin Sotschi an. Die georgische Armee wurde trotz mehrerer Gegenoffensiven bis weit nach Abchasien verdrängt. Unter der Vermittlung von Großbritannien wurde schließlich eine Waffenstillstandslinie unmittelbar südlich von Sotschi vereinbart.

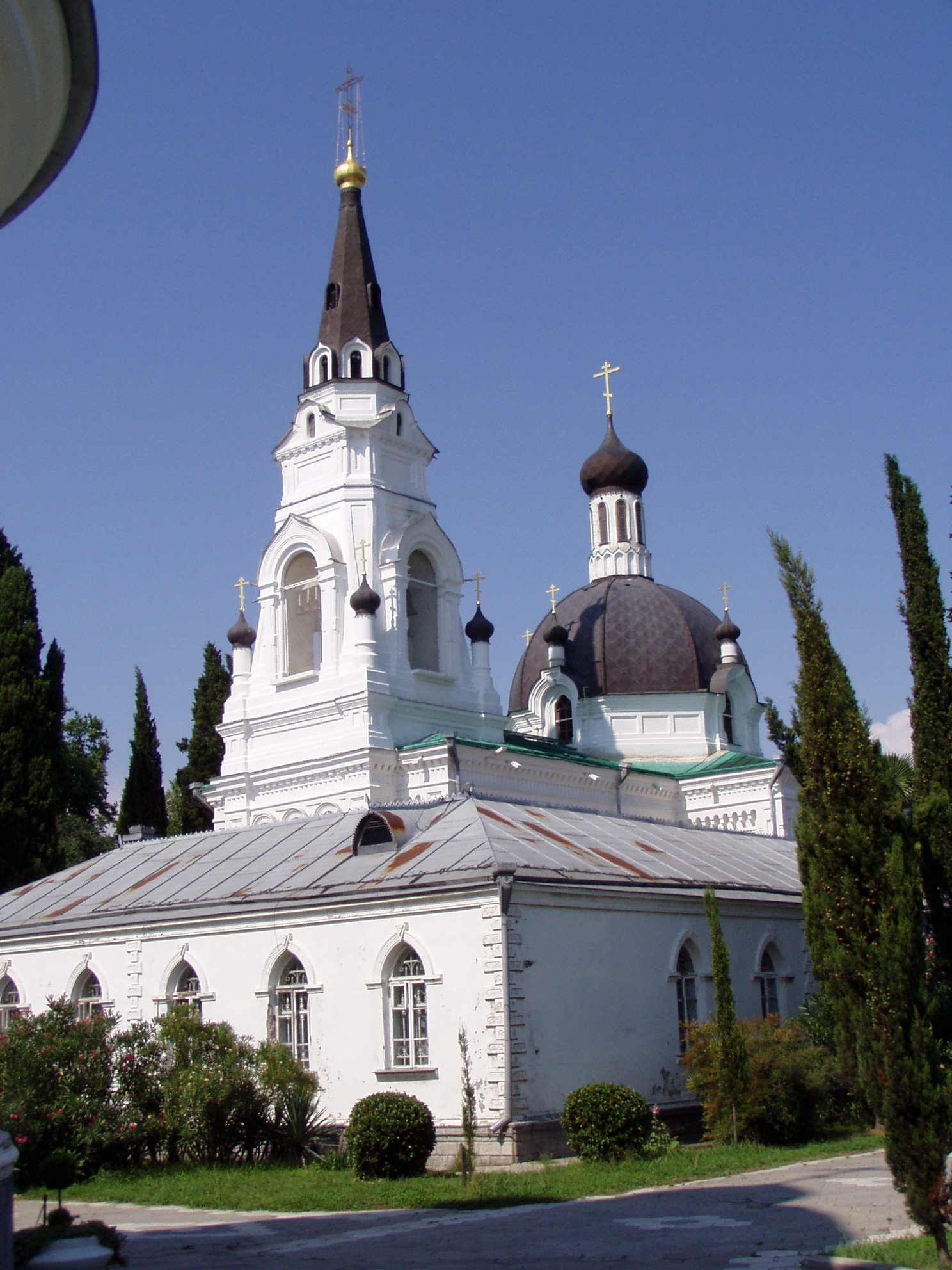
Erzengel-Michael-Kirche in Sotschi

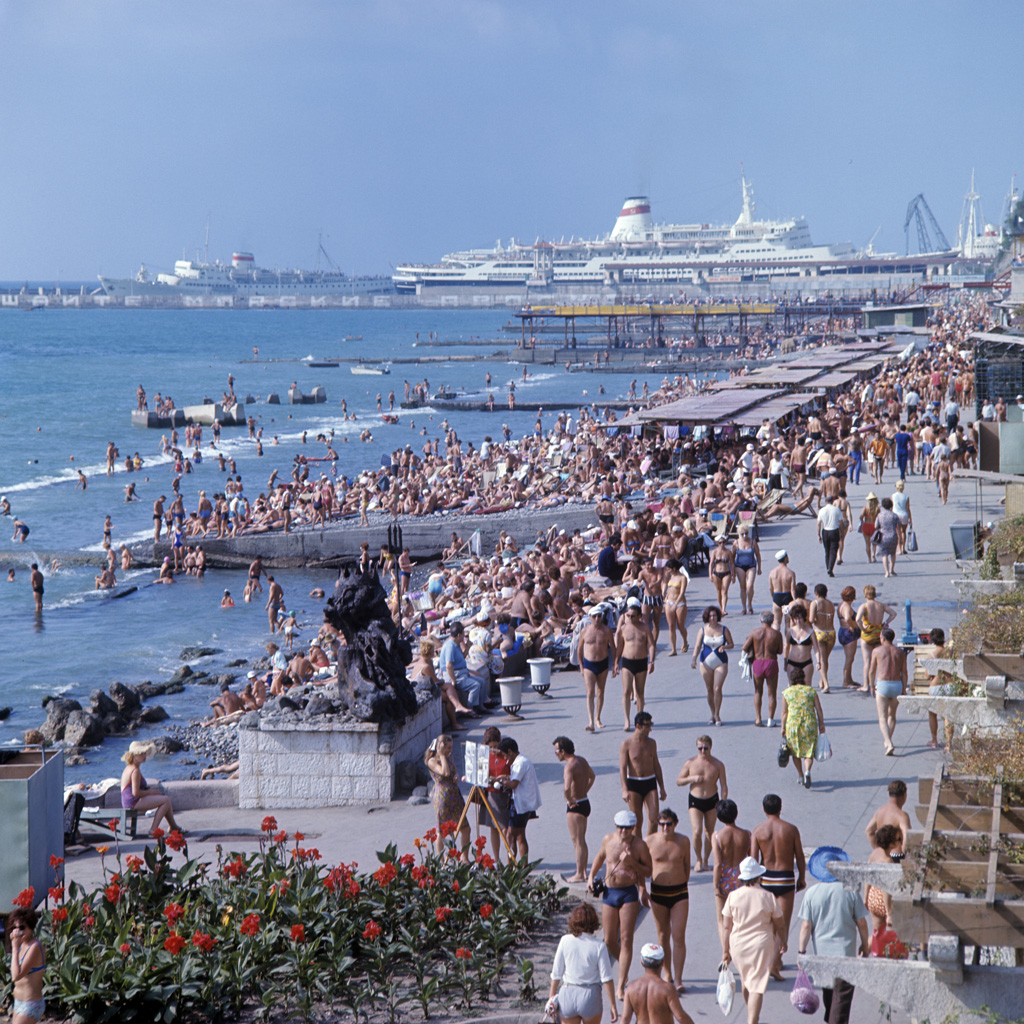
Promenade in Sotschi, 1973

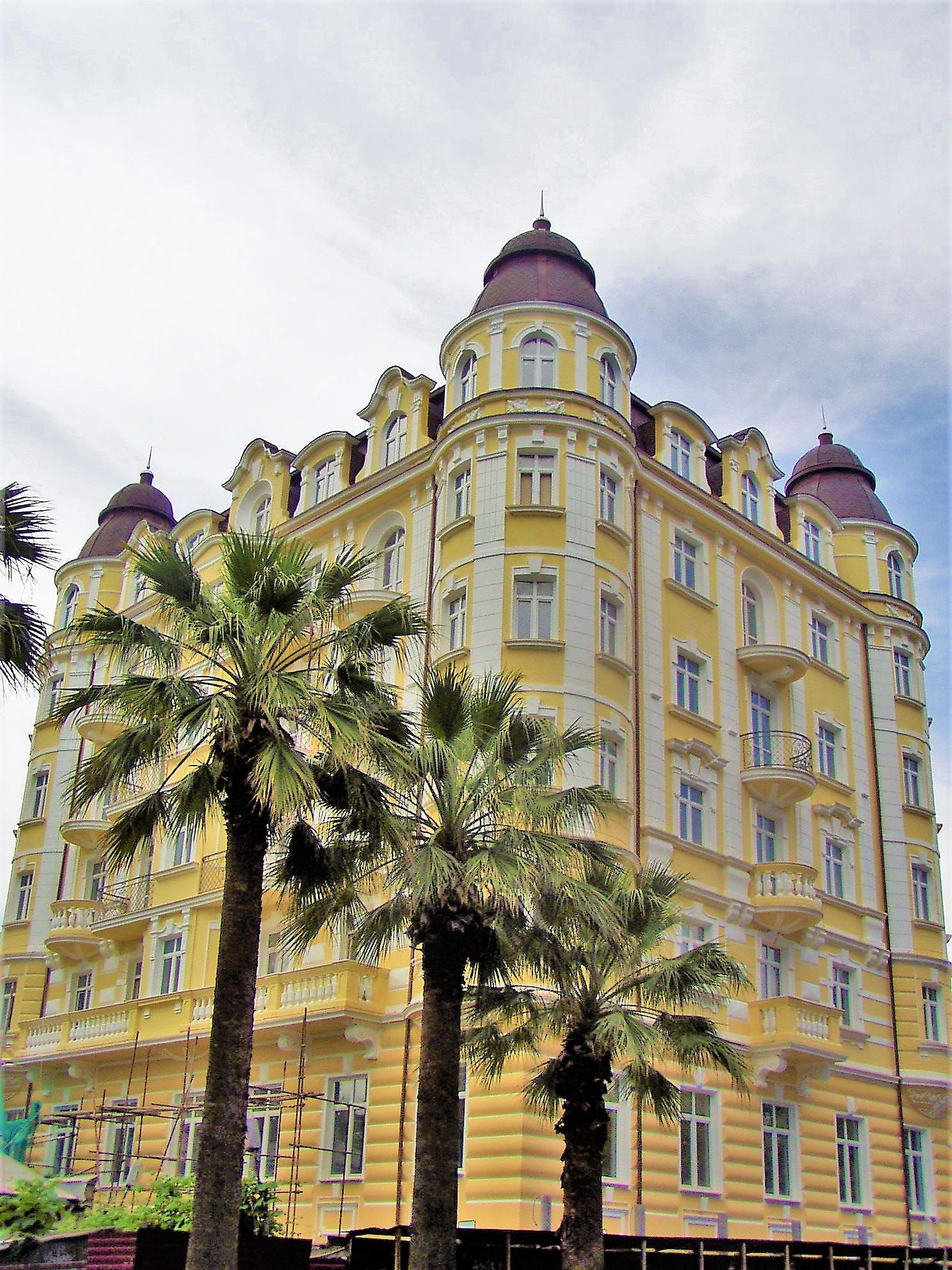
Wohnhaus in Sotschi

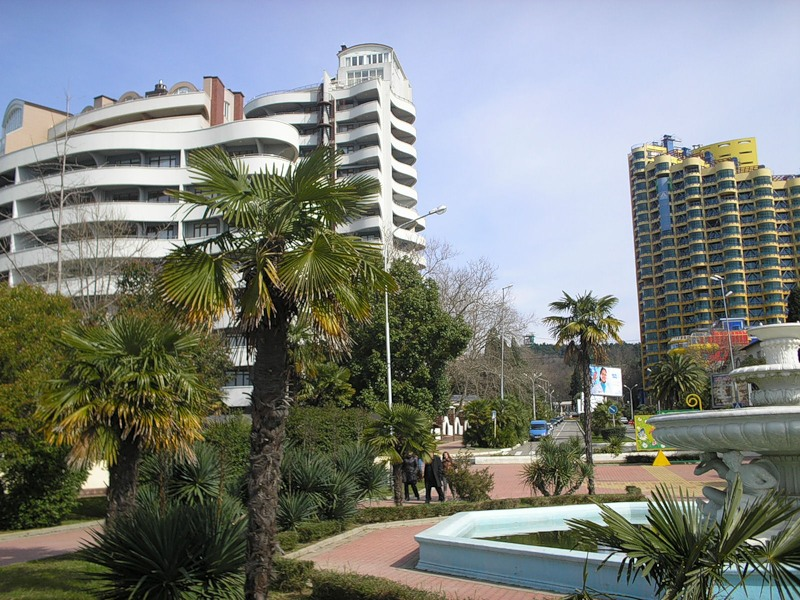
Neubauten in Sotschi

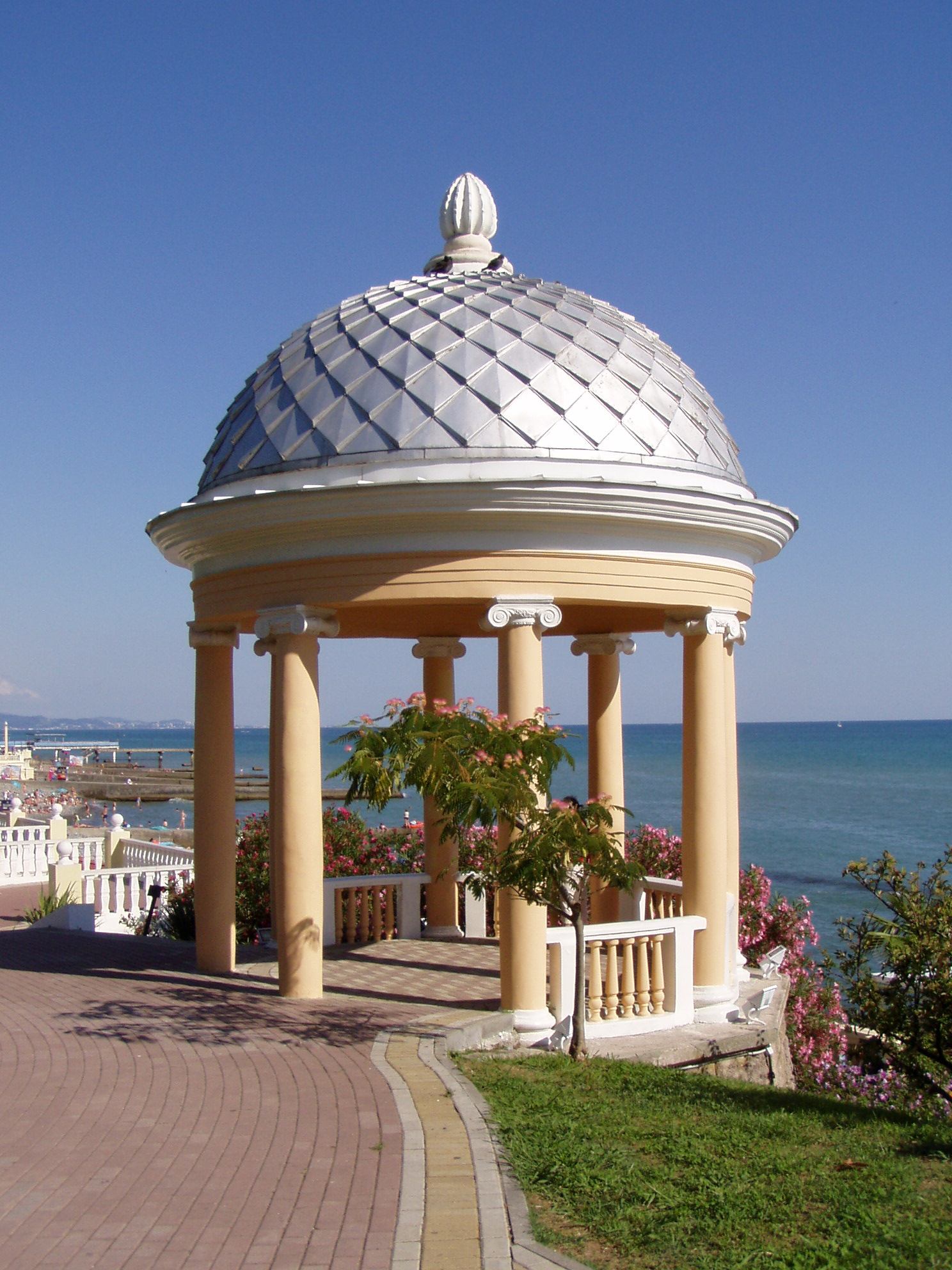
Strandpavillon

Die Stadt entwickelte sich in der Sowjetunion zu einem der populärsten Badeorte. Josef Stalin ließ im nördlichen Ortsteil Dagomys eine seiner Datschen, Botscharow Rutschei, errichten. Sie dient bis heute als eine der Residenzen des russischen Präsidenten, in der das Staatsoberhaupt auch ranghohe Gäste empfängt. Seit 1937 gehört Sotschi zur Region Krasnodar. Im Zweiten Weltkrieg dienten die Sanatorien und Erholungsheime der Stadt als Lazarette. Hier wurden über 500.000 verwundete Soldaten der Roten Armee behandelt.
Hunderte von Palastsanatorien, Kurhotels und Ferienresorts entstanden in dieser Zeit in Sotschi. Die meisten Sanatorien wurden zur Behandlung für Bronchial-, Lungen- und Nervenerkrankungen errichtet. In dieser Zeit waren jährlich bis zu sechs Millionen Urlauber in Sotschi. Mit dem Ende der Sowjetunion endete zunächst auch das Konzept des Urlaubs für die Massen, aufgrund eines starken Preisanstieges für Unterkünfte, Verpflegung und Attraktionen. Derzeit besuchen etwa vier Millionen Urlauber pro Jahr den beliebtesten Kurort in Russland. Sotschi hat sich auf die gewandelten Ansprüche eingestellt und die Bereiche Service und Attraktionen ausgebaut. Das Ergebnis ist eine Art russisches Venice Beach.
Sotschi war Austragungsort der Olympischen Winterspiele und der Winter-Paralympics 2014. Für Sotschi bedeutete das große Veränderungen. Der Urlaubsort war in den Blickpunkt der Weltöffentlichkeit geraten – und wurde rasant ausgebaut. Im Zuge der Bauarbeiten für die Olympischen Winterspiele 2014 wurden tausende Bürger zwangsenteignet und umgesiedelt. Gleichzeitig stieg die Bevölkerungszahl Sotschis weiter massiv an und lag 2016 bereits bei rund 410.000.
Ebenfalls 2014 fanden hier erstmals der Große Preis von Russland als Formel-1-Rennen und die Schachweltmeisterschaft statt. Der ebenfalls in Sotschi für Juni 2014 geplante G8-Gipfel wurde wegen der völkerrechtswidrigen Annexion der Krim durch Russland in einen „G7-Gipfel“ (also ohne Russland) abgeändert, der in Brüssel stattfand.
2018 wurden im Olympiastadion sechs Spiele der Fußball-Weltmeisterschaft 2018 ausgetragen.

## Kunst, Kultur und Tourismus

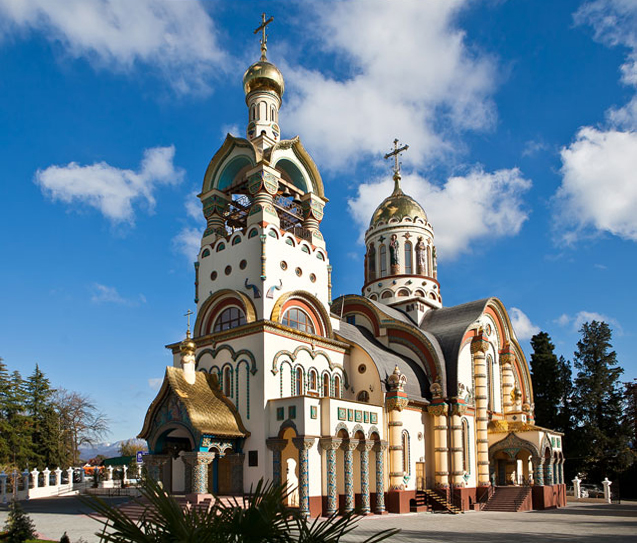
Russisch-Orthodoxe Kirche des Hl. Wladimir

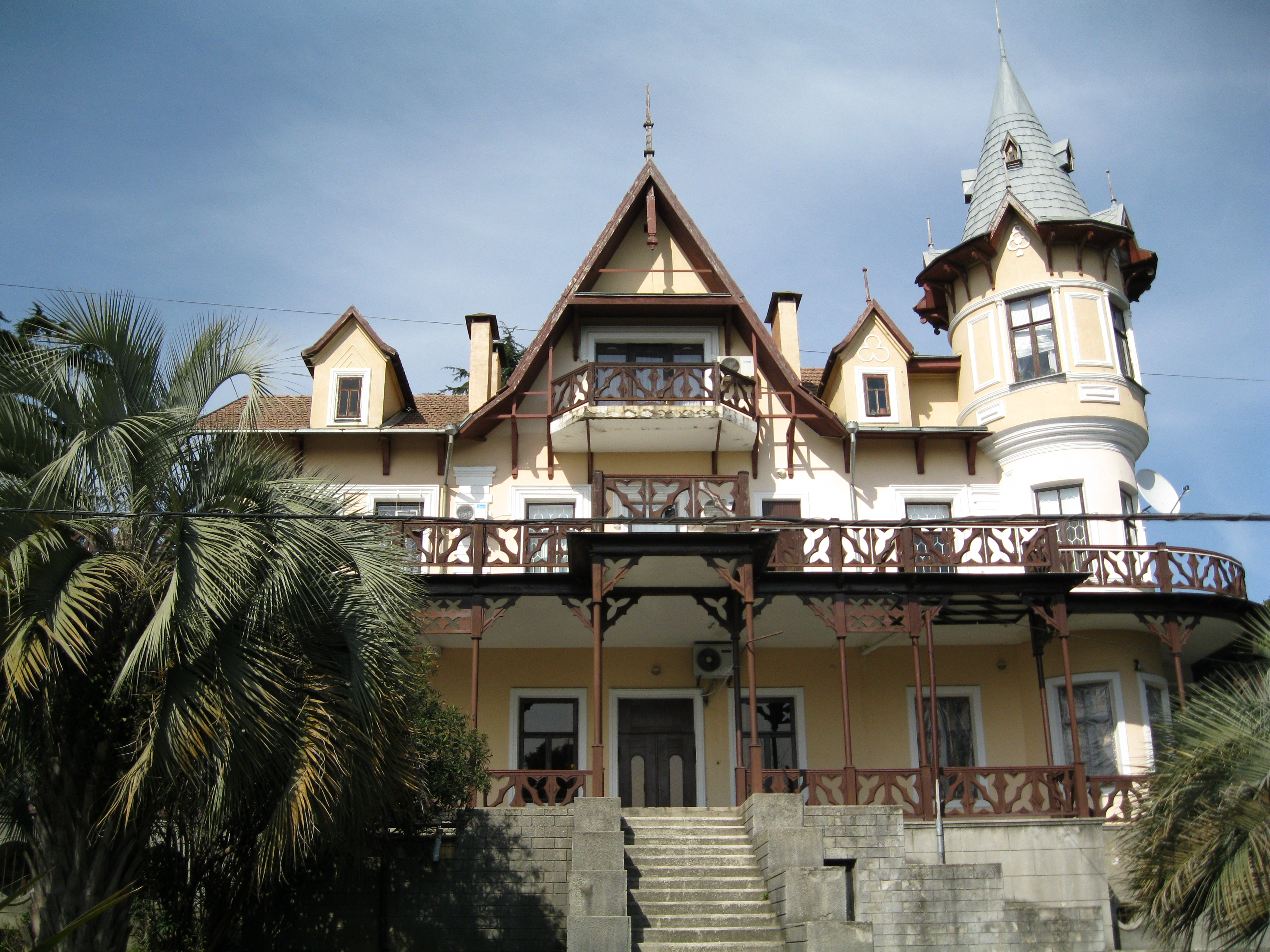
Jakobson-Datscha

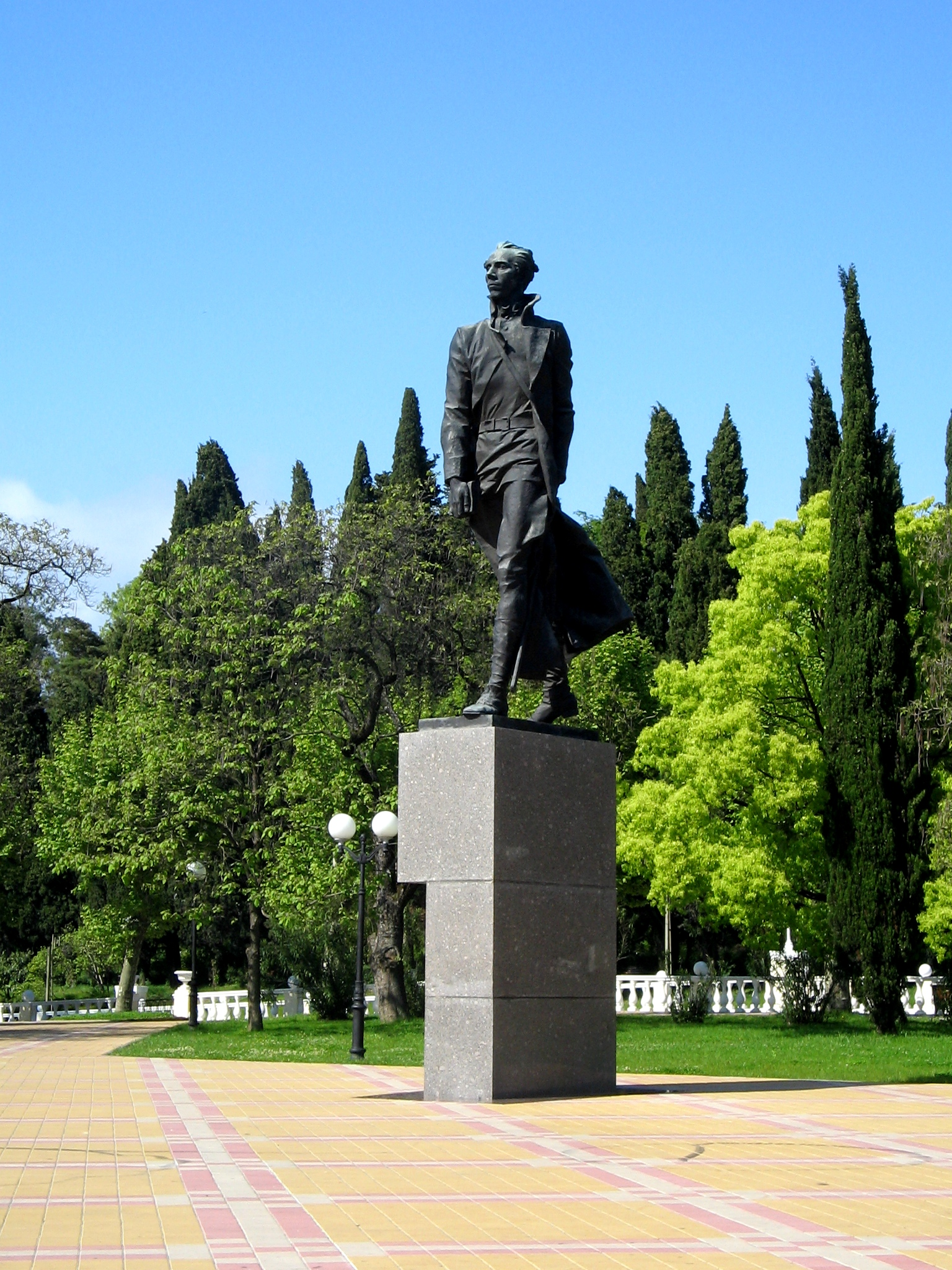
Ostrowski-Denkmal (S. A. Kubassow, W. E. Gorewoi, W. B. Buchajew, 1978–1979)

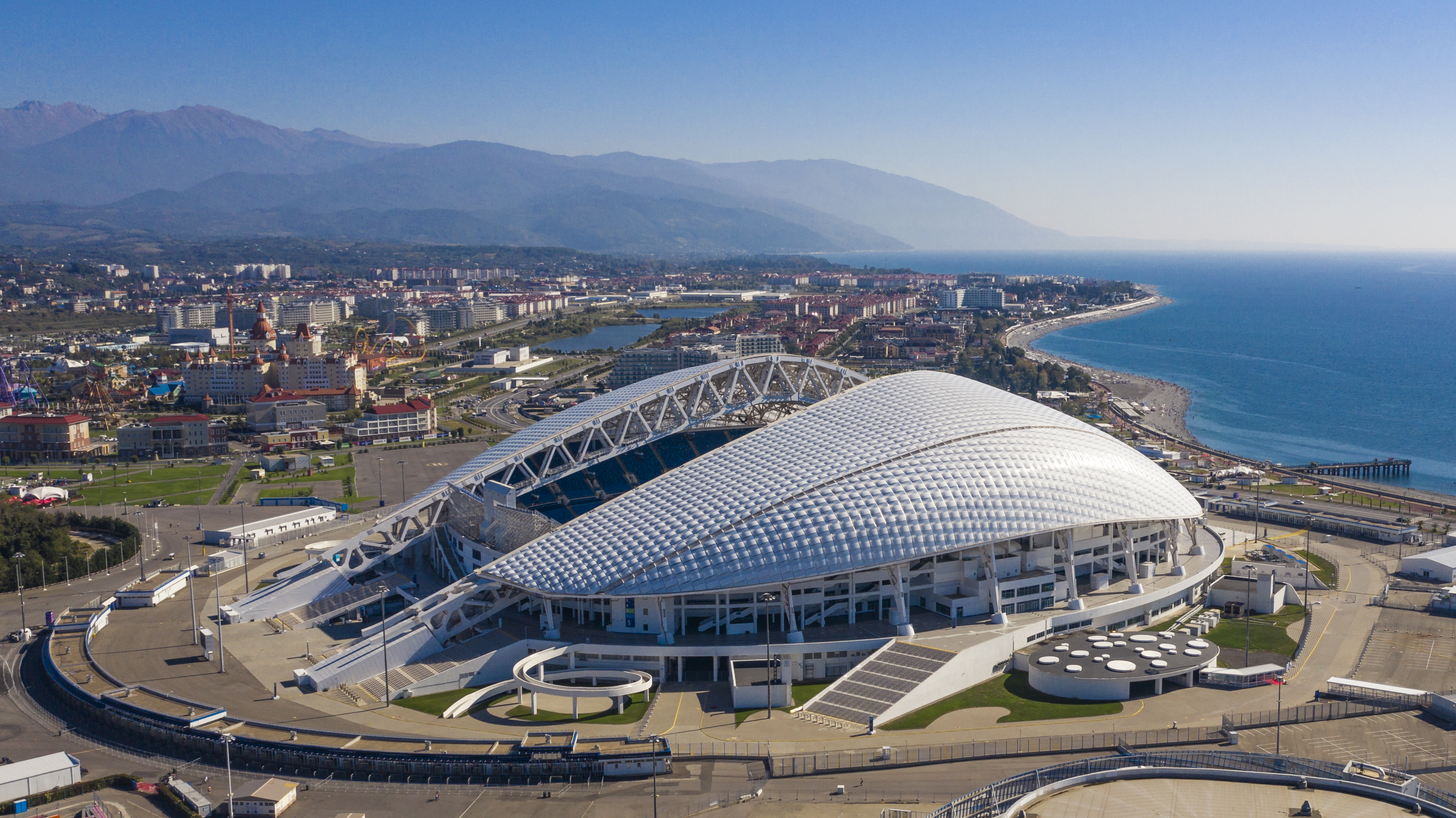
Das Olympiastadion Fisht

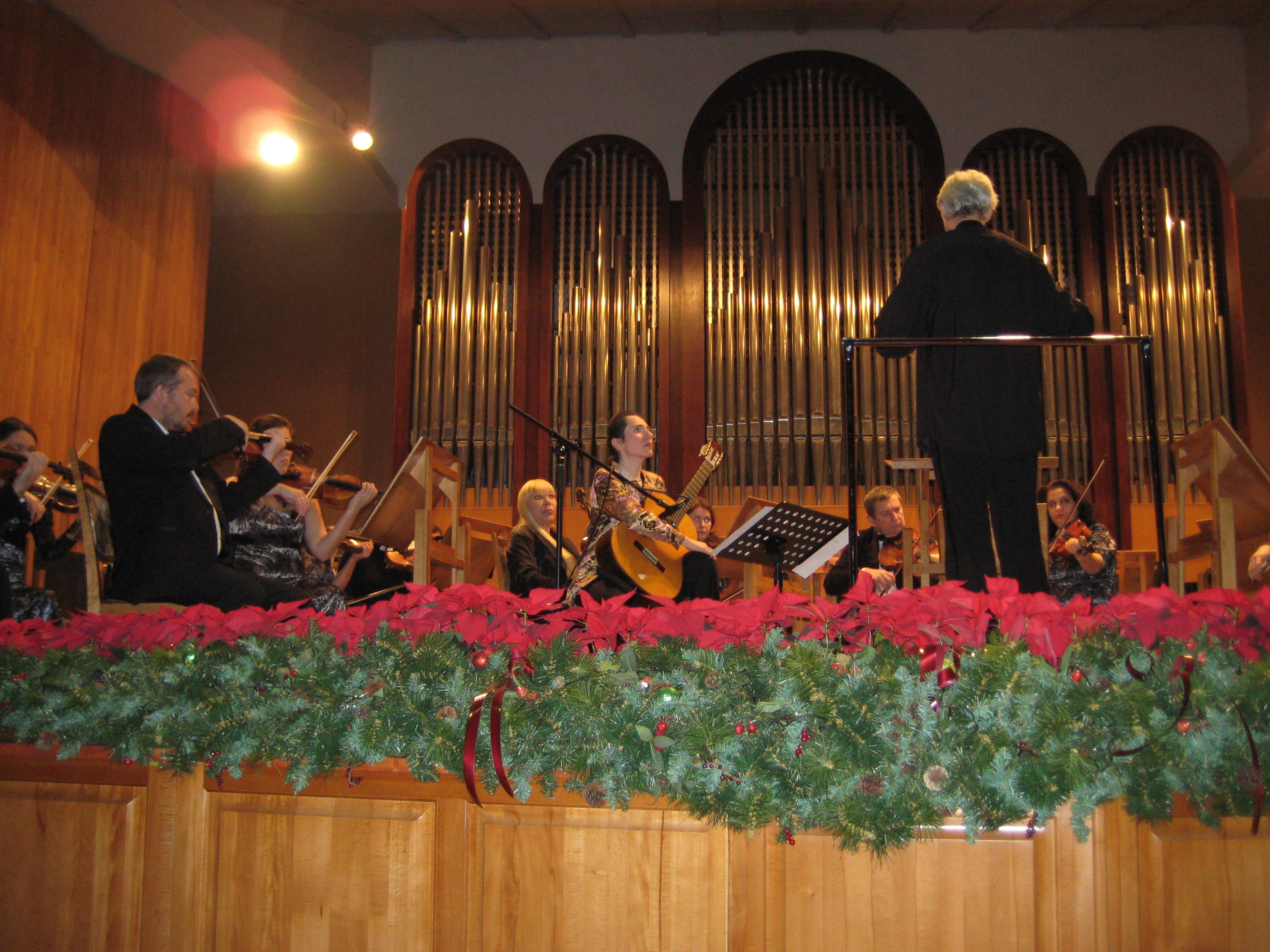
Sotschier Symphoniker mit Dirigent Oleg Soldatow und der österreichischen Gitarristin Johanna Beisteiner während eines Konzerts im Orgel- und Kammermusiksaal der Philharmonie in Sotschi (13. Dezember 2013)

Sotschi liegt in einer eindrucksvollen Landschaft am Fuß des Kaukasus. Vom Strand aus sind die schneebedeckten Gipfel zu sehen. Neben Sand- und Kiesstränden lockt die Stadt mit einer subtropischen Vegetation, Heilquellen, zahlreichen Parks, Denkmälern und einer extravaganten stalinistischen Architektur. Sehenswert sind unter anderem die Kathedrale des Erzengels Michael (1891), das Wintertheater (1934–1937) sowie das Sommertheater (1937). Im Orgel- und Kammermusiksaal treten regelmäßig die Sotschier Symphoniker und andere bedeutende Künstler des In- und Auslandes auf. Seit dem Ende des 19. Jahrhunderts besteht das Dendrarium genannte Arboretum mit einem Bestand von rund 1600 subtropischen Gewächsen.
Sotschi ist eine Universitätsstadt und beherbergt neben der Staatlichen Universität Sotschi unter anderem auch die Russische Internationale Olympische Universität sowie zahlreiche kleinere Forschungsinstitute und Filialen anderer Universitäten.
Sotschi ist auch eine wichtige Konferenzstadt und richtet seit 1991 im Sommer das besonders im russischsprachigen Raum bedeutende Kinotawr-Filmfestival aus.
Seit 2002 ist Sotschi Veranstaltungsort des Internationalen Investitionsforums, das jährlich unter der Schirmherrschaft der russischen Regierung stattfindet und die Beschaffung von Investitionen und Aufträgen für die russische Wirtschaft zum Ziel hat.
Die Stadt war, bevor dort die Olympischen Winterspiele 2014 stattfanden, vor allem für ihre Sommersporteinrichtungen bekannt. Die dortige Tennisschule hat die Spieler Marija Scharapowa und Jewgeni Kafelnikow hervorgebracht.
In den Bergen östlich der Stadt liegt das Kaukasische Biosphären-Reservat, welches einen Teil des von der UNESCO 1999 auf die Liste des Weltnaturerbes gesetzten Gebietes Westlicher Kaukasus darstellt. Wegen der Bauvorhaben für die Olympischen Winterspiele wurden Beeinträchtigungen befürchtet, allerdings liegt der weitaus größte Teil des etwa 2.800 km² großen (mehr als das Saarland) Reservates auf der nordöstlichen, Sotschi abgewandten Seite des Gebirges.
In den 2010er Jahren hat Sotschi die Funktion der zweiten Hauptstadt gewonnen. Das erfolgte wegen des häufigen Aufenthalts des Russischen Präsidenten in der Stadt und der Vielzahl von internationalen Tagungen sowie sportlichen Wettkämpfen.
In der Vorbereitung der XXII. Olympischen Winterspiele 2014 wurde direkt neben dem Olympiapark der erste moderne Freizeitpark Russlands in kurzer Frist gebaut. Der Sochi Park weist drei Achterbahnen und diverse Familienattraktionen auf. Zum Park gehört ein Hotel mit 260 Betten.
2017 war Sotschi Austragungsort der Weltfestspiele der Jugend.

## Sport
Einer der bekanntesten Sportvereine der Stadt war der Fußballklub Schemtschuschina Sotschi, der in den 1990ern am Spielbetrieb der höchsten russischen Liga teilnahm. Der FK Sotschi tritt seit der Saison 2019/20 in der Premjer-Liga, der höchsten russischen Spielklasse, an. Sotschi war einer der Austragungsorte der Fußball-Weltmeisterschaft 2018. Sechs Spiele fanden im Olympiastadion Sotschi statt, das ebenfalls für den FIFA-Konföderationen-Pokal 2017 genutzt wurde.
In der 2013 fertig gestellten Multifunktionsarena Bolschoi-Eispalast, die bei Eishockeyspielen 12.000 Zuschauern Plätze bietet, wurde das KHL All-Star Game 2017 ausgerichtet. Die Arena war auch Spielort der Eishockey-Weltmeisterschaft der U18-Junioren 2013.
Die Schachweltmeisterschaft 2014 fand im olympischen Pressezentrum in Sotschi statt. Im Slawa-Metreweli-Zentralstadion werden Heimspiele der Russischen Rugby-Union-Nationalmannschaft ausgetragen.
Seit 2014 findet auf dem Sochi Autodrom das Formel-1-Rennen Großer Preis von Russland statt. Der Vertrag wurde vom russischen Ministerpräsidenten Wladimir Putin und dem Geschäftsführer der Formel-1-Holding Bernie Ecclestone am 14. Oktober 2010 unterzeichnet. Am 12. Oktober 2014 fand der erste Grand Prix statt; Lewis Hamilton gewann vor Nico Rosberg.
Nach den Olympischen Spielen wurde das Stadion Fisht umgebaut, weil Sotschi als eine von elf Gastgeberstädten der Fußball-Weltmeisterschaft 2018 ausgewählt worden war. Das Stadion erfüllt seitdem die Anforderungen der FIFA für die Durchführung von Spielen der internationalen Klasse. Sechs Spiele der Fußball-WM 2018 wurden in Sotschi ausgetragen.

## Städtepartnerschaften
- Cheltenham, Vereinigtes Königreich (seit 1959)
- Menton, Frankreich (seit 1966)
- Rimini, Italien (seit 1977)
- Espoo, Finnland (seit 1989)
- Long Beach, USA (seit 1990)
- Trabzon, Türkei (seit 1991)
- Pärnu, Estland (seit 1994)
- Weihai, China (seit 1996)
- Sidon, Libanon (seit 2005)
- Kertsch, Ukraine (seit 2005)
- Las Piñas, Philippinen (seit 2005)
- Volos, Griechenland (seit 2007)
- Acapulco, Mexico (seit 2009)
- Netanja, Israel (seit 2012)
- Baden-Baden, Deutschland (seit 2012)

## Söhne und Töchter der Stadt
- David Arachamia (* 1979), Unternehmer und Politiker
- Alen Awidsba (* 2000), Tennisspieler
- Iskra Babitsch (1932–2001), Filmregisseurin und Drehbuch-Autorin
- Juri Denisjuk (1927–2006), Physiker
- Witalija Djatschenko (* 1990), Tennisspielerin
- Sergei Galizki (* 1967), Unternehmer und Milliardär
- Michail Galustjan (* 1979), Komiker und Schauspieler
- Andre Geim (* 1958), Physiker und Nobelpreisträger
- Irina Gribulina (* 1953), Komponistin, Dichterin und Sängerin
- Eduard Hambardsumjan (* 1986), Boxer
- Charis Junitschew (1931–2006), Schwimmer
- Jewgeni Kafelnikow (* 1974), Tennisspieler
- Darja Kondakowa (* 1991), Sportgymnastin
- Arschak Korjan (* 1995), russisch-armenischer Fußballspieler
- Igor Ledjachow (* 1968), Fußballspieler und -trainer
- Grigori Leps (* 1962), Sänger und Songwriter
- Wladislaw Lukanin (* 1984), Gewichtheber
- Slawa Metreweli (1936–1998), Fußballspieler
- Georgi Minasjan (1942–2004), Sänger
- Boris Nemzow (1959–2015), Politiker
- Jewgeni Paschutin (* 1969), Basketballspieler
- Sachar Paschutin (* 1974), Basketballspieler
- Michail Schaposchnikow (* 1956), Physiker
- Robert Sebeljan (* 1984), Fußballspieler
- Dschemal Silagadse (1948–1991), Fußballspieler und -trainer
- Mordechai Spiegler (* 1944), Fußballspieler
- Andrei Stoljarow (* 1977), Tennisspieler
- Alexander Swerew (* 1960), Tennisspieler
- Wladimir Tkatschenko (* 1957), Basketballspieler
- Wiktorija Waljukewitsch (* 1982), Dreispringerin
- Alexei Wojewoda (* 1980), Bobpilot
- Anna Zak (* 2001), israelische Sängerin und Schauspielerin russischer Herkunft